# Hyphessobrycon brumado
Hyphessobrycon brumado är en fiskart som beskrevs av Angela M. Zanata och Priscila Camelier 2010. Hyphessobrycon brumado ingår i släktet Hyphessobrycon och familjen Characidae. Inga underarter finns listade i Catalogue of Life.